# 3140 Stellafane
3140 Stellafane (1983 AO) là một tiểu hành tinh ở vành đai chính được B. A. Skiff phát hiện tại Flagstaff (AM) vào ngày 9 tháng 1 năm 1983. Quỹ đạo của nó đặc trưng bởi một bán trục chính 3,02 AU, độ lệch tâm là 0,11 và độ nghiêng là 11,3° so với đường hoàng đạo.